# Гузов-Платков
Гузов-Платков (нім. Gusow-Platkow) — громада в Німеччині, розташована в землі Бранденбург. Входить до складу району Меркіш-Одерланд. Складова частина об'єднання громад Нойгарденберг.
Площа — 37,88 км2. Населення становить 1342 ос. (станом на 31 грудня 2020).

## Галерея

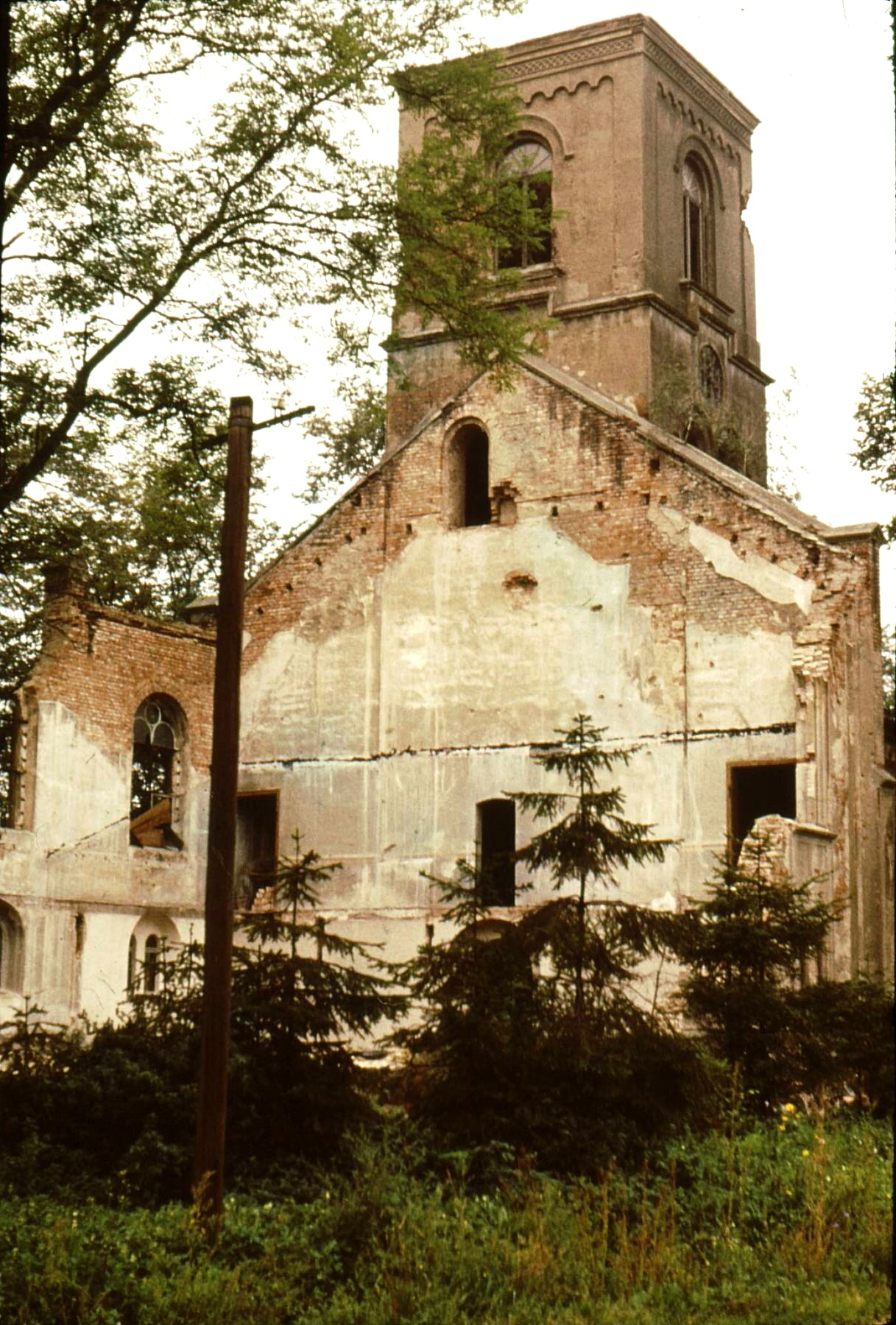
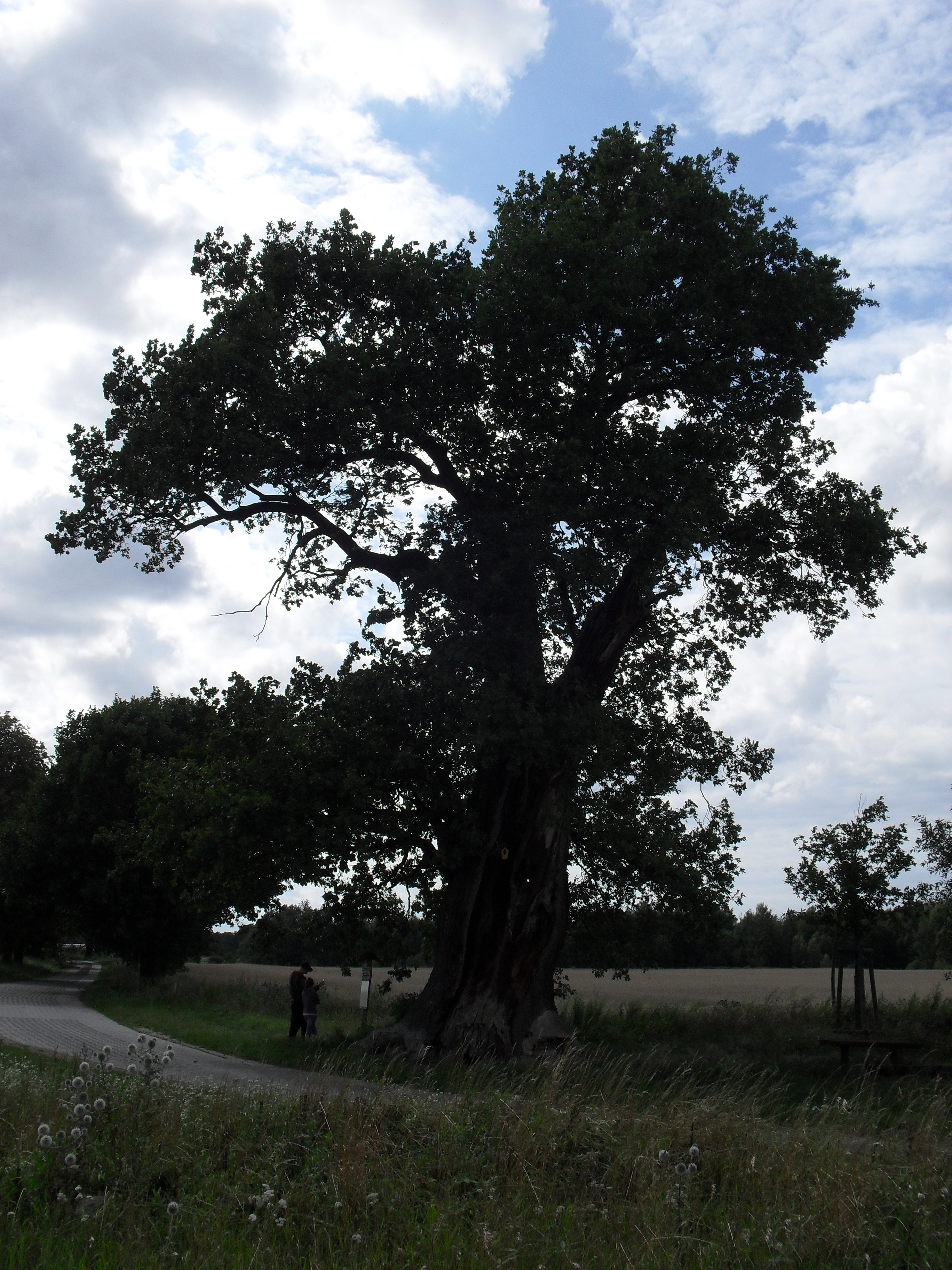